# Avenida Pedro Goyena
La avenida Pedro Goyena es una avenida residencial, de doble mano, cuya traza en dirección este-oeste recorre los barrios de Caballito y Flores, en la Ciudad de Buenos Aires, Argentina. En los últimos años se incrementó la propuesta de locales gastronómicos, hecho que ha transformado su fisonomía.

## Toponimia
Hace honor a Pedro Goyena, abogado defensor del pensamiento católico, que se destacó en la historia argentina por ser un firme opositor (junto a José Manuel Estrada) al laicismo que caracterizó a la Generación del 80 que gobernó el país a finales del siglo XIX.

## Ubicación y longitud
Corre en sentido este-oeste y comienza en el límite entre Caballito y Boedo, en su intersección con la Avenida La Plata (en la cual, todas las calles que la cruzan cambian de nombre, siendo la continuación hacia el este de Pedro Goyena la calle Carlos Calvo) y termina uniéndose a la Avenida Juan Bautista Alberdi, cuando dicha arteria toma una curva hacia el sur, a metros de la Avenida Carabobo, tras 1850 metros de recorrido (casi 19 cuadras), en el límite con el barrio porteño de Flores.

## Características de su recorrido
La Avenida Pedro Goyena se destaca por la importante arboleda de tipas que "techa" sus calles y por los sofisticados edificios que se encuentran en ella, siendo una vía predominantemente residencial y de alta densidad edilicia. Modernos edificios y torres residenciales se han levantado en los últimos veinte años, los cuales combinadas con algunas residencias antiguas de estilos francés, Tudor o neocolonial que sobreviven en excelente estado le dan un aire distinguido.
En los últimos años en la avenida se ha vivido un incremento en su oferta gastronómica. Se han instalado varias franquicias de reconocidas marcas y numerosos locales de cerveza.

## Sitios de interés

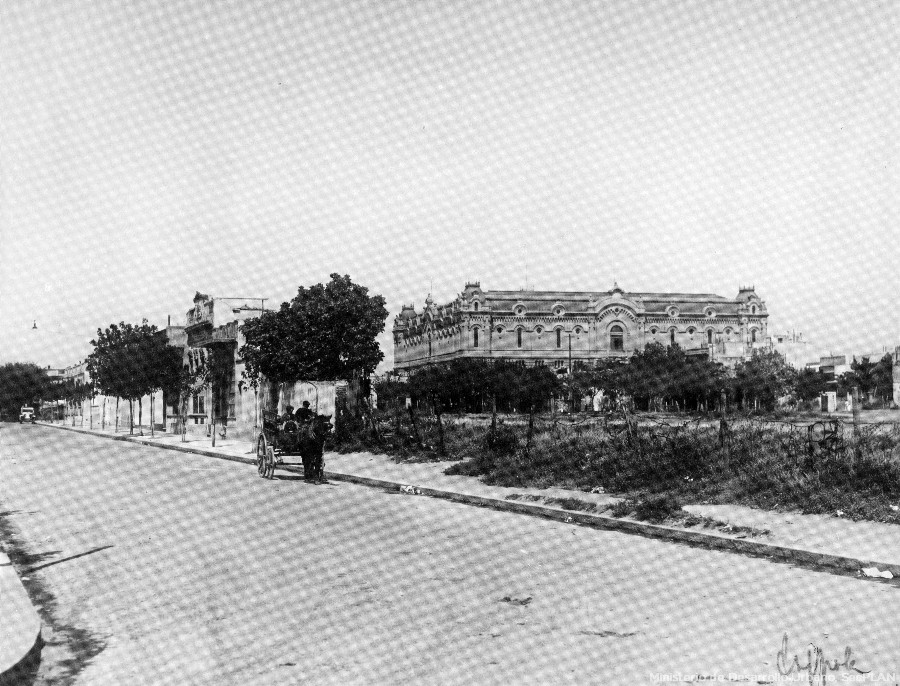
El Depósito Caballito y sus alrededores, aún suburbanos, en 1928.

En su cruce con la Avenida José María Moreno se encuentra el Depósito Caballito de AySA, una magnífica construcción de estilo monumental francés inaugurada en 1915. A menos de una cuadra de Pedro Goyena y Puán se encuentra la Facultad de Filosofía y Letras de la UBA. Las estaciones José María Moreno y Avenida La Plata de la Línea E de subterráneos se encuentran a menos de 100 metros de Pedro Goyena. También en esta avenida, se ubica el Hospital de Quemados.
También es de interés conocer que entre las calles Del Barco Centenera y Emilio Mitre, se encuentra una zona de origen bancario llamado "Barrio Inglés" que tiene una bella arquitectura de un muy particular estilo europeo, alternando estilos ingleses como franceses, que agregan tipismo a la Avenida. A esta altura también está la escuela Joaquín V. González, reconocida por ser patrimonio histórico de la ciudad debido a su estilo art déco.